# S/S Bonus
S/S Bonus var ett svenskt-finsk ångfartyg, i bruk 1872-1915.
Fartyget byggdes under namnet Norrtelje för Ångfartygsbolaget Roslagen. Från början gick hon i skärgårdstrafik Stockholm-Furusund-Norrtälje men såldes 1881 till Ångfartygs AB Tärnan i Vasa och döptes då om till Tärnan. Fartyget övertogs 1881 av Wasa Kust Ångbåts AB och såldes 1897 till Ångfartygs AB Wasa men behöll sitt namn. 1905 inköptes fartyget av Gamla Karleby Exportförening. Under åren 1910-12 trafikerade S/S Tärnan Luleå-Österbotten och fraktade främst jordbruksprodukter. 1912 köptes fartyget av handelsfirman Slotte & Lerbacka för att 1913 säljas vidare till Rederi AB Nord i Gamla Karleby och övertogs slutligen 1915 av Johannes Blender för att döpas om till Bonus. Hon torpederades 18 juli 1915 under en resa mellan Gävle och Mäntyluoto av en tysk ubåt och sjönk.